# Marcelino chleb i wino: legenda hiszpańska
Marcelino chleb i wino: legenda hiszpańska (tyt.oryg. Marcelino pan y vino) – powieść dla dzieci napisana przez José María Sánchez Silva, będące jego opracowaniem średniowiecznej hiszpańskiej legendy o tytułowym Marcelino, sierocie porzuconej przed klasztorem i wychowywanej przez dwunastu franciszkanów.

## Ekranizacje
Filmy
- Marcelino, chleb i wino – hiszpańsko-włoski film fabularny zrealizowany według scenariusza napisanego przez autora niniejszej książki i reżysera filmu.
- Marcelino, chleb i wino – filipiński film telewizyjny z 1979 roku, reżyseria Mario O’Hara
- Marcelino, chleb i wino – francusko-hiszpańsko-włoski film z 1991 roku, reżyseria Luigi Comencini
- Marcelino, chleb i wino – meksykański film z 2010 roku, reżyseria José Luis Gutiérrez

Serial animowany
- Marcelino, chleb i wino – japońsko-hiszpańsko-francuski serial animowany z 2000 roku